# Match des champions 2015
Il Match des champions 2015 è l'11ª edizione del Match des champions.
Si è disputato il 28 settembre 2015 tra i seguenti due club:
- Limoges CSP, campione di Francia 2014-15
- Strasburgo, vincitore della Coppa di Francia 2014-15

## Finale
| Arbitri: | Bissang Chambon Lepercq |

| |            | |
| Traoré 12 | Punti      | 16 Beaubois, Golubović |
| Westermann 3 | Assist     | 5 Lacombe |
| Traoré 10 | Rimbalzi   | 7 Golubović |
| 7 Daniels• 9 Westermann• 11 Payne• 16 Boungou Colo• 24 Traoré 5 Wojciechowski• 8 Gatens• 10 Fauche• 12 Camara• 14 Zerbo• 74 Diallo | Formazioni | 3 Beaubois• 9 Leloup• 13 Campbell• 21 Fofana• 34 Weems 1 Collins• 6 Lacombe• 17 Ntilikina• 32 Golubović• 49 Duport• 54 Howard |
| Philippe Hervé | Allenatori | Vincent Collet |